# PM²
Project Management Methodology o PM² és una metodologia de gestió de projectes desenvolupada per la Comissió Europea (CE). És la metodologia oficial de la CE, incorporant elements de bones practiques acceptades dins de la gestió de projectes i de l'experiència desenvolupada per les seves institucions.

## Història[1]
La preparació de PM² va començar al 2007. La primera versió es publica al 2008. Era d'ús intern, centrada en els projectes de tecnologia de l'informació.
Al 2016 es publica la primera guia d'accés públic, la “PM² Guide—Open Edition”, més genèrica per a permetre la seva adopció a projectes fora del abast de sistemes d'informació.
PM² es va adoptar pel Consell d'Europa, el Servei d'Acció Exterior, el Banc Central Europeu, el Banc Europeu d'Inversions i el Tribunal de Justícia, entre d'altres agencies de la Unió Europea.
El objectiu es facilitar el accés de forma global a la metodologia, per a totes les institucions de la Unió Europea, les agencies europees, el seus proveïdors, administracions públiques dels estats membres i al sector privat.